# 庹震
庹震（たく しん、トゥォ チェン：Tuǒ Zhèn、1959年9月9日 - ）は、漢族、中国河南省南陽市方城県の人。1976年6月就職、1982年6月中国共産党入党。武漢大学経済学部政治経済学科卒業。1984年、「全国優秀新聞工作者」の称号を得る。1993年、「中国十大傑出青年」の称号を得る。2002年、范長江新聞賞を得る。中国大陸経済日報総編集・新華通訊社副社長を務めた。2012年5月、中共広東省委員会常任委員・宣伝部長を務め。2015年7月、中共中央宣伝部副部長を務めた。2018年4月、人民日報社総編集を務める。中国共産党第十九回中央委員会候補委員。

## 生涯

### 早年期
1959年、庹震は、河南省南陽市方城県に生まれる。1976年、文化大革命はその終声に近づいていたが、庹震は南陽県溧河公社まで行き、知識青年として生産隊に編入される。2年後、都市帰還。1978年、庹震は武漢大学経済学部の考査を受けて入学、政治経済学を専攻する。

### 政界での道程
1982年、庹震は大学を卒業し、『経済日報』に配属され、この社の一普通編集を担当する。1986年、庹震は昇進し、工交部副主任となる。1988年、記者部副主任に転任し、1993年、昇進して主任となる。1996年、庹震は、昇進してこの新聞社の副総編集となり、2005年、昇進して総編集となる。『経済日報』在職期間には、彼は前後して『南陽・襄陽対比報道』・『“条子肥”現象報道』・『誰が“公金飲食の鎖”を解くのか』・『開封はいつ“開封”されるのか』・『雪上の追跡“汚職まみれのネズミ”』などのシリーズとその監督を論じる類の報道を組織した。2011年、庹震は新華社副社長に異動。2012年5月、庹震は広東省に異動し、中共広東省委員会委員・常任委員・広東省委員会宣伝部部長を担任する。2015年7月、昇進して中共中央宣伝部副部長を務めた。2018年4月、昇進して人民日報総編集を務める。2020年10月、李宝善の後任として、人民日報社社長に任命された。

### 汪洋の改革を支持
1989年の六四天安門事件後、中国が1978年以来推し進めてきた改革開放政策は一時停滞したが、1991年、当時の銅陵市市長の汪洋が政治的リスクを冒しながら一大討論を主導し、さらに『銅陵日報』誌上に欠点を突き汚点過誤を晒す文章『目覚めよ、銅陵！』を発表、解放思想をアピールした。『経済日報』は、当時、安徽駐在の記者がこの時に及び、この情報を給総部に伝達し、あわせて何とか重点報道として欲しいとの希望を時の記者部主任の庹震と副総編集の楊尚徳に報告し、庹楊両人は『経済日報』に詳細な計画を作り上げ、連続報道することを指示し、『目覚めよ、銅陵！』の文章が銅陵にのみ限られており、全国的な角度に立って銅陵を注視させるものを持たなかったことに鑑み、庹震はこの報道の表題を改め、『目覚めよは、銅陵だけではない』とし、さらに文章の内容にも部分的修正を行うと、改めて報道の連続進行に従い、影響は拡大を続け、江西・陝西・遼寧・吉林など10以上の省の党政治局指導部は討論を進め、一ヶ月にもならない内に、『経済日報』編集部は各地から300件以上の来信来電を受け、報道に対する支持を表明した。同時に中国国務院の一部署指導部門も関連報道を肯定した。この一連の報道は鄧小平の南巡講話の前に発表したため、鄧の南巡前の輿論のウォーミング・アップとなった。

## 争議
2012年5月14日、庹震は広東省に異動させられ、広東省委員会宣伝部部長を担任した。ラジオ・フランス・アンテルナショナルは、庹震在任期間では、南方報業伝媒集団に対して強力な監視統制を進めていると報道し、5月、南都深度部主任喩塵が辞任させられるに至った。
香港の『明報』は、伝えるところによれば、庹震は2013年初頭に行政的手段をもって『南方週末』の新年献辞を改稿、このことは広く質疑を受け議論を引き起こしていると報道。原文『中国の夢、憲政の夢』長さ2000字以上は、立憲主義政治の実施を強調し、その要求の下、繰り返し改稿され一篇の半分にも及び、かつ新聞を印刷に附した際にも、また編集工程を侵して版面の改変を強行し、自分で書いた宣伝が主旋律の叙情文を加え、文中にも憲法を実施する内容があり、「憲法の生命は実施にあり、憲法の権威もまた実施にある」というもので、なぜなら憲法はまさに千万の人民の夢想が署名し契約したものだから、という。「特刊」の後に追加された「按語」（南方周末報社の内部媒体人によれば、この文は広東省委員会委員・常任委員・広東省委員会宣伝部部長庹震自らが批閲したものによるという）は、「2000年前の大禹の治水」・「衆志“誠”と成る」などの誤謬も載せてあり、読者によって幅広い質疑を受けた。香港の『サウスチャイナ・モーニング・ポスト』はこれを「2013年最初に起こった重大政治スキャンダル」と称した。
シンガポールの『聯合早報』は、1月6日、中国政府筋の事情通の話として、南方周末新年献辞事件が発生した時、庹震は広東におらず、当該事件は庹震と無関係である、と言った。

## 著作
- 『蓝天下的眼睛：一个记者的视线』（1989年、经济日报出版社、ISBN 7800361551）
- 『静静的地平线』（1991年、北京广播学院出版社）[7]
- 『初春的太阳』（1993年、中华工商联合出版社、ISBN 7801000226）
- 『报海觅踪』（1994年、中华工商联合出版社、ISBN 7801000161）
- 『盯住交界』（1995年、中国发展出版社、ISBN 7800872033）
- 『新闻采写艺术』（1996年、中国工人出版社、ISBN 9787500818687）
- 『全天候记者怎么当』（1998年、中国发展出版社、ISBN 9787800872624）
- 『面对社会之窗』（1999年、中国发展出版社、ISBN 9787800873430）